# 持平縣
持平縣，是明朝交趾等處承宣布政使司下轄的一個縣，治所可能在今越南廣義省平山縣。

## 沿革
- 永樂十二年三月庚子，設交阯升、華、思、義四州，俱隸升華府，在化州以南統黎江等十一縣，原為胡季犛所取占城之地[4]。
- 永樂十三年夏四月壬申，置持平縣，屬升華府思州[5][6]。